# Дрижиногреблянский сельский совет
Дрижиногреблянский сельский совет (укр. Дрижиногреблянська сільська рада) — входит в состав
Кобелякского района
Полтавской области
Украины.
Административный центр сельского совета находится в 
с. Дрижина Гребля.

## Населённые пункты совета
- с. Дрижина Гребля

## Ликвидированные населённые пункты совета
- с. Логвины